# Natternaugen-Skinke
Die Natternaugen-Skinke (Ablepharus) sind eine Gattung innerhalb der Familie der Skinke. Sie umfasst die kleinsten Glattechsen Europas. Natternaugen-Skinke leben ausschließlich am Boden zwischen niedrigem Rasen, Geröll mit lichtem Bewuchs oder in der Falllaubschicht lichter Laubwälder. Sie legen Eier, die sich im Erdboden entwickeln. Natternaugen-Skinke kommen in Südosteuropa, Vorderasien, Zentralasien und im Himalaya vor.

## Merkmale
Natternaugen-Skinke haben einen schlanken, gestreckten Körper mit schwach ausgebildeten Gliedmaßen, die jedoch noch die komplette Anzahl an Fingern und Zehen tragen. Arme und Beine sind relativ weit voneinander entfernt und werden beim Schlängeln nicht mehr verwendet. Namensgebend sind die zu einer durchsichtigen Kapsel verwachsenen Augenlider, die an ein Schlangenauge erinnern. 

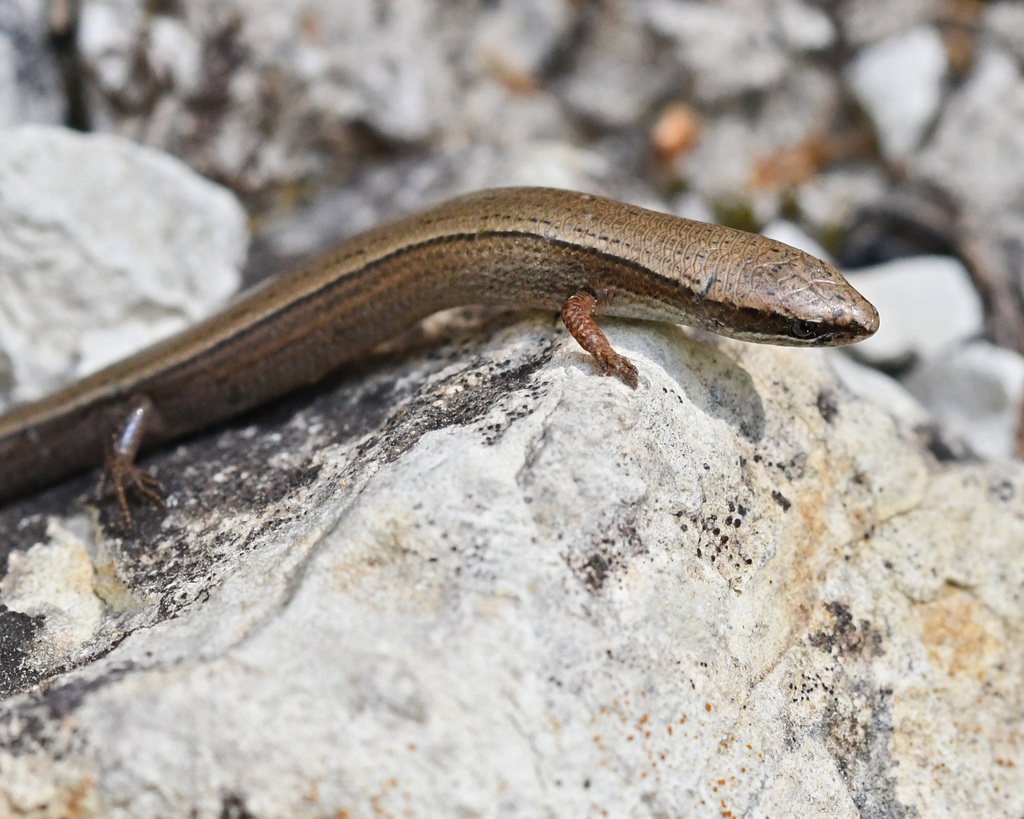
Ablepharus budaki

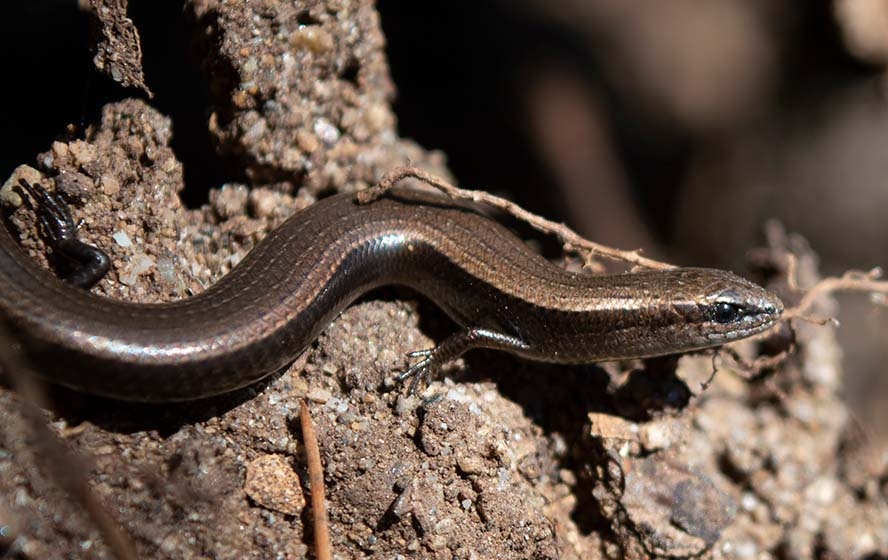
Ablepharus kitaibelii

## Arten
Zur Gattung der Natternaugen-Skinke gehören die folgenden 19 rezente Arten sowie 4 bis 6 weitere, bisher unbeschriebene Arten vor.
- Ablepharus alaicus Elpatjevsky, 1901
- Ablepharus anatolicus Schmidtler, 1997
- Gestreiftes Natternauge (Ablepharus bivittatus (Menetries, 1832))
- Ablepharus budaki Göcmen, Kumlutap & Topunodlu, 1996
- Ablepharus chernovi Darevsky, 1953
- Ablepharus darvazi Yeriomchenko & Panfilov, 1990
- Ablepharus deserti Strauch, 1868
- Ablepharus eremchenkoi (Panfilov, 1999)
- Ablepharus grayanus (Stoliczka, 1872)
- Ablepharus himalayanus (Günther, 1864)
- Johannisechse (Ablepharus kitaibelii (Bibron & Bory St-Vincent, 1833))
- Ablepharus ladacensis (Günther, 1864)
- Ablepharus lindbergi Wettstein, 1960
- Ablepharus mahabharatus (Eremchenko, Shah & Panfilov, 1998)
- Ablepharus nepalensis (Eremchenko & Helfenberger, 1998)
- Ablepharus pannonicus (Fitzinger, 1823)
- Ablepharus rueppellii (Gray, 1839)
- Ablepharus sikimmensis (Blyth, 1854)
- Ablepharus tragbulensis (Alcock, 1898)